# 田辺市熊野古道館
田辺市熊野古道館（たなべしくまのこどうかん）は、和歌山県田辺市にある観光案内や歴史紹介の機能ももつ情報拠点・休憩施設。
滝尻王子の向かいの熊野古道の入口に位置する。1994年度（平成6年度）まちづくり特別対策事業の認定を受けて設置。観光案内、ビデオ語り部、歴史展示、休憩、グッズ販売のコーナーが設けられている。

## 所在地
- 和歌山県田辺市中辺路町栗栖川1222-1

## 定休日
- 年中無休